# 维克托·弗拉季斯拉沃维奇·祖巴列夫
维克托·弗拉季斯拉沃维奇·祖巴列夫（羅馬化：Viktor Vladislavovich Zubarev；1961年2月20日—2023年5月31日）是一位俄罗斯政治家，曾任第五届、第六届、第七届和第八届国家杜马的代表。

## 制裁
祖巴列夫于2022年因俄乌战争而受到英国政府制裁。

## 死亡
祖巴列夫于2023年5月31日去世，享年62岁。